# Vanessapriset

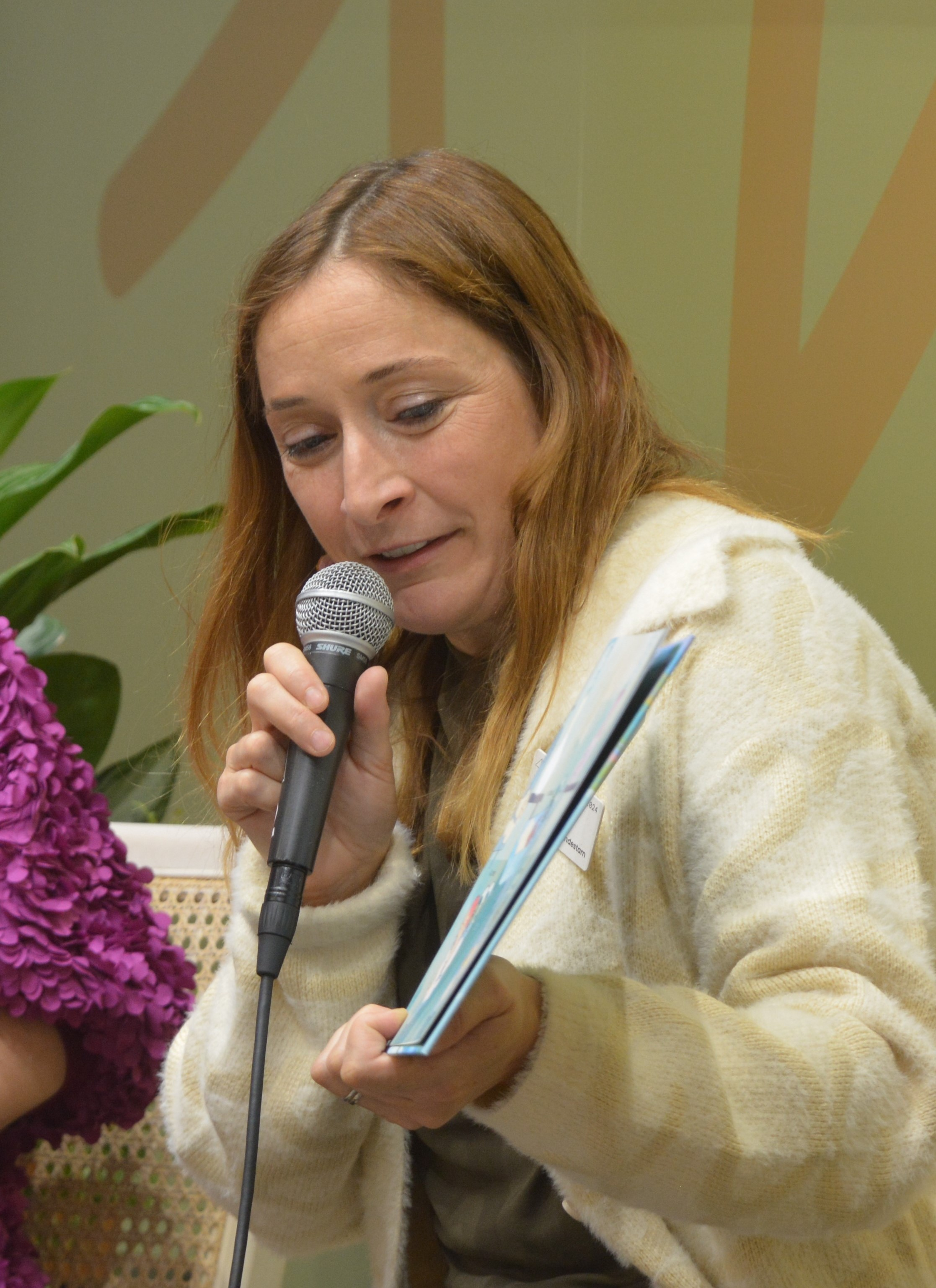
Linda Bondestam, den första Vanessapristagaren 2016, fotograferad på Bokmässan i Göteborg 2024

Vanessapriset är ett finländskt litteraturpris för barnlitteratur, som delades ut första gången 2016 av en jury bestående av Linda Ramadani, förlagsredaktör Sara Ehnholm-Hielm, författaren Peter Sandström och bibliotekarien Cecilia Eriksson. Det ges för förtjänstfulla insatser att främja barn- och ungdomslitteratur eller att främja läsförståelse bland barn och ungdomar på svenska i Finland.
Priset är på 10 000 euro. Det har delats ut vartannat år sedan 2016 på Helsingfors bokmässa i oktober månad. Det administreras av Vanessastiftelsen, som instiftades 2016 till minne av Vanessa Ramadani, som dog i leukemi i ung ålder 2015. Stiftare var hennes mor Linda Ramadani och mormor Tua Forsström – på basis av en testamentering av flickans fadder Johannes Salminen – samt Moomin Characters Oy.

## Pristagare
- 2016 Linda Bondestam, illustratör[3]
- 2018 Annika Sandelin, författare[3]
- 2020 Lena Sågfors, bibliotekspedagog, och Mikaela Wickström, bibliotekarie[3]
- 2022 Maria Lassén-Seger och Mia Österlund, bland annat barnbokskritiker[3]
- 2024 Malin Klingenberg, författare[4]